# Led Zeppelin United Kingdom Tour Spring 1971
Led Zeppelin Spring 1971 United Kingdom & Ireland Tour, познато и като Back to the Clubs Tour („Отново в клубовете“) е концертно турне на английската рок група Лед Зепелин в Обединеното кралство и Ирландия между 5 март и 1 април 1971 г.

## История
За тази обиколка са предпочетени малки клубове, вместо големи зали и стадиони. Това са места, където Лед Зепелин са гастролирали и по-рано в кариерата си. Серията концерти е своеобразен подарък за феновете, останали верни на групата още от ранните ѝ дни. Ниската цена на билетите и ограничените пространства, предполагащи по-интимна обстановка в проявите, са доказателство, че групата не е концентрирана върху печалбите, а се опитва да създаде по-тясна връзка между себе си и публиката. От друга страна с напредването на тура хиляди почитатели остават извън клубовете, поради оскъдния брой билети.
Шоуто в Белфаст на 5 март се запомня с първото лайв изпълнение на „Stairway to Heaven“, песен, съпровождаща (с малки изключения) всеки техен следващ концерт. Ангажиментът за една от вечерите (в Ливърпул) е отменен и пренасрочен като част от европейското турне няколко месеца по-късно.
По време на тези концерти започват експериментите със сценичното облекло на групата. Музикантите се появяват в странни кафтани, с дълги бради и коси, което им придава актуален за времето моден имидж.

## Сетлист
- Immigrant Song
- Heartbreaker
- Since I've Been Loving You
- Out on the Tiles (интро)/Black Dog
- Dazed and Confused
- Stairway to Heaven
- Going to California
- That's the Way
- What Is and What Should Never Be
- Moby Dick
- Whole Lotta Love

Бисове (варират):
- Organ Solo /Thank You
- Communication Breakdown
- Rock and Roll
- Bring It On Home (на 5 март)

## Концерти
| Дата            | Град        | Държава          | Място                          |
| --------------- | ----------- | ---------------- | ------------------------------ |
| 5 март 1971 г.  | Белфаст     | Северна Ирландия | Ulster Hall                    |
| 6 март 1971 г.  | Дъблин      | Ейре             | National Stadium               |
| 9 март 1971 г.  | Лийдс       | Англия           | Leeds University               |
| 10 март 1971 г. | Кентърбъри  | Англия           | University of Kent             |
| 11 март 1971 г. | Саутхямптън | Англия           | Southampton University         |
| 13 март 1971 г. | Бат         | Англия           | Bath Pavilion                  |
| 14 март 1971 г. | Хенли       | Англия           | Hanley Place                   |
| 16 март 1971 г. | Ливърпул    | Англия           | Liverpool University (Отменен) |
| 18 март 1971 г. | Нюкасъл     | Англия           | Mayfair Ballroom               |
| 19 март 1971 г. | Манчестър   | Англия           | Manchester University          |
| 20 март 1971 г. | Бирмингам   | Англия           | Stepmothers Club               |
| 21 март 1971 г. | Нотингам    | Англия           | Boat Club                      |
| 23 март 1971 г. | Лондон      | Англия           | The Marquee                    |
| 1 април 1971 г. | Лондон      | Англия           | Paris Theatre (BBC concert)    |